# 汤姆·耶格
汤姆·耶格（英語：Tom Jager，1964年10月6日—），美国男子游泳运动员。他曾代表美国参加1984年、1988年和1992年夏季奥林匹克运动会游泳比赛，获得五枚金牌、一枚银牌和一枚铜牌。